# Granatnik AGS-17
AGS-17 Płamja (Płomień) – radziecki granatnik automatyczny skonstruowany na przełomie lat 60. i 70. XX wieku.

## Historia konstrukcji
AGS-17 został skonstruowany w kierowanym przez A.E. Nudelmana OKB-16. W 1969 roku odbyły się próby zakładowe tej broni, w 1971 roku rozpoczęto produkcje seryjną. AGS-17 znalazł się na uzbrojeniu Armii Radzieckiej, a później armii państw powstałych po rozpadzie ZSRR. Poza tym był używany przez niektóre armie Układu Warszawskiego, a w ChRL jest produkowany na licencji. 
W latach 90. XX wieku opracowano lżejszy granatnik AGS-30 zasilany tym samym rodzajem amunicji.

## Opis konstrukcji

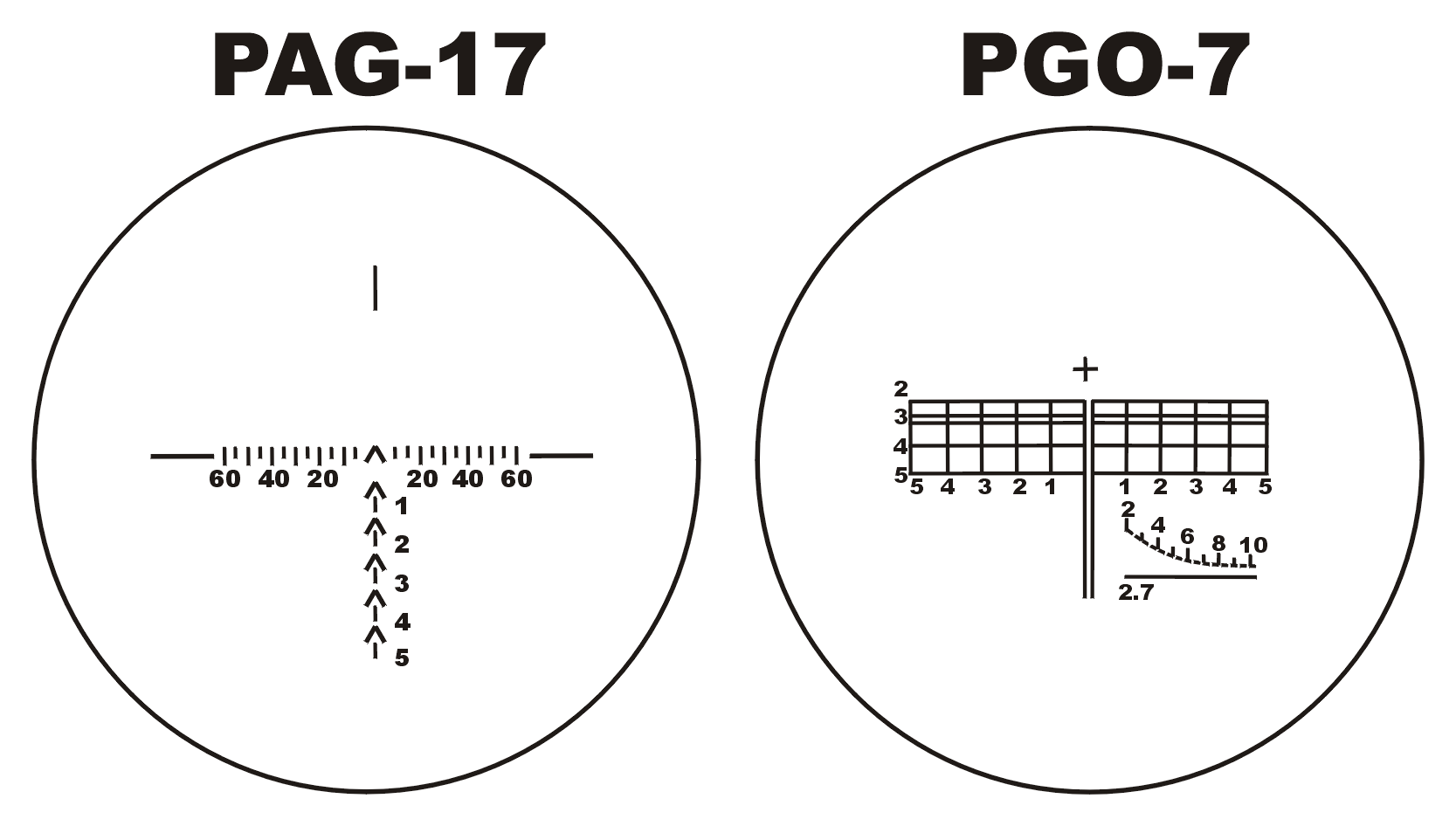
Porównanie siatek celowników PAG-17 i PGO-7 z RPG-7

AGS-17 działa na zasadzie odrzutu zamka swobodnego, zastosowano mechanizm spustowy z przełącznikiem rodzaju ognia, który umożliwia prowadzenie ognia seriami z niską (50–100 strz./min) lub wysoką (350–450 strz./min) szybkostrzelnością. AGS-17 strzela nabojem 30 × 29 mm B, który ma ciężki pocisk odłamkowy o wadze 280 g (dla porównania pocisk natowskiego naboju 40 × 53 mm stosowanego w amerykańskim granatniku Mk19 waży 245 g). Zasilanie jest lewostronnie z taśmy ciągłej na 29 nabojów, taśma mieści się w pojemniku z prawej strony broni. Celownik optyczny PAG-17  o powiększeniu 2,7x zamontowano z lewej strony komory zamkowej, lufa niewymienna chłodzona powietrzem. Donośność maksymalna pocisków jest równa 1700 m. Broń standardowo zamontowana jest na trójnogu SAG-17. Po rozłożeniu może być przenoszony przez trzech żołnierzy, z których jeden przenosi lufę i celownik, drugi – podstawę, a trzeci – amunicję. Używany jest także jako broń pokładowa instalowana na pojazdach pancernych i niewielkich okrętach wojennych (wersja AGS-17M, montowana w wieży okrętowej BP-30 oraz na wieżach pojazdów pancernych) oraz broń lotnicza (wersja AGS-17A, zasobnik GUW z granatnikiem przenoszony jest przez śmigłowce Mi-8/Mi-17).